# Ormoy (Haute-Saône)
Ormoy é uma comuna francesa na região administrativa de Borgonha-Franco-Condado, no departamento de Alto Sona. Estende-se por uma área de 19,54 km². Em 2010 a comuna tinha 219 habitantes (densidade: 11,2 hab./km²).